# Prienai
Prienai (germană: Prenen ; poloneză: Preny) este un oraș, centru administrativ al raionului Prienai, districtul Kaunas, Lituania. Orașul se află amplasat în apropiere de Birštonas pe cursul lui  Neman (Nemunas), ocupă o suprafață de 8,34 km² și avea în 2008, 10.974 loc. Prienai și Birštonas se află într-o buclă a râului Nemunas, ținutul fiind declarat parc regional.

## Localități din raion
Raionul (Prienų rajono savivaldybė) cuprinde:
- 2 orașe:
  - Prienai – 11.353
  - Jieznas – 1476

- 3 orășele (miesteliai):
  - Balbieriškis – 1180
  - Pakuonis – 680
  - Veiveriai – 1100

- 401 sate:
  - Stakliškės – 940
  - Išlaužas – 840
  - Skriaudžiai – 727
  - Geruliai – 561
  - Mauručiai – 394

Raionul este subîmpărțit în 10 subraioane (seniūnijos):
- Ašminta
- Balbieriškis
- Išlaužas
- Jieznas
- Naujoji Ūta
- Pakuonis
- Prienai Stadt
- Stakliškės
- Šilavotas
- Veiveriai

## Personalități marcante
- Joseph Gottfarstein (1903-1980), istoric și filolog
- Bljuma Wulfowna Seigarnik (1900-1988), psiholog